# Marija Jurić Pahor
Marija Jurić Pahor, eigentlich Maria Pahor, geb. Korenjak (* 26. Januar 1956 in St. Margareten im Rosental/Šmarjeta v Rožu, Kärnten) ist eine österreichische Soziologin.

## Werdegang
Marija Jurić Pahor besuchte das Bundesgymnasium für Slowenen und das Musisch-Pädagogische Bundesrealgymnasium in Klagenfurt, wo sie 1974 maturierte. Zwischen 1979 und 1985 studierte sie Pädagogik und Bildungssoziologie an der Universität Klagenfurt (1985 Sponsion zur Magistra phil.) 1992 begann sie an der Fakultät für Gesellschaftswissenschaften (Fakulteta za družbene vede) der Universität Ljubljana ein Doktorats/PhD-Studium der Soziologie, das sie 1998 mit einer Arbeit zur nationalen und ethnischen Identität der Slowenen in Kärnten und in der Provinz Triest abschloss.
Jurić Pahor arbeitete von 1975 bis 1979 als Sekretärin und von 1985 bis 1989 als wissenschaftliche Mitarbeiterin am Slowenischen wissenschaftlichen Institut (Slovenski znanstveni inštitut) in Klagenfurt. Sie war mehrere Jahre lang als stellvertretende Vorsitzende (1986–1989) im Verband slowenischer Frauen (Zveza slovenskih žena) in Kärnten aktiv und zwischen 1981 und 1991 Redaktionsmitglied der Kärntner slowenischsprachigen Literatur- und Kulturzeitschrift mladje. 1989 verlegte sie ihren Wohnsitz nach Triest, wo sie fast ein Jahrzehnt lang freie Mitarbeiterin des Slowenischen Forschungsinstituts (Slovenski raziskovalni institut) war. Zwischen 1992 und 1995 war sie auch am Inštitut za narodnostna vprašanja/Institute for Ethnic Studies in Ljubljana als Jungforscherin tätig. Seit 1999 hat sie an diesem Institut eine feste Anstellung – seit 2005 als höhere wissenschaftliche Mitarbeiterin und seit 2011 als Principal Research Associate (znanstvena svetnica).

## Forschungstätigkeit
Jurić Pahors Forschungsinteresse gilt den Themenkomplexen Nation – Ethnie – Geschlecht, Minderheiten (insbesondere Slowenen in Kärnten und in Italien), nationale und ethnische Identität, Gedächtnis und Erinnerung in Verbindung mit Massentraumata (Erster Weltkrieg, Faschismus, Nationalsozialismus), Transkulturalismus, Border Studies, Alpen-Adria-Raum. Sie nimmt regelmäßig an nationalen und internationalen Symposien teil und war Leiterin mehrerer wissenschaftlicher Forschungsprojekte, unter anderem 1995-1996 eines Projekts zur Konstruktion des Geschlechterverhältnisses in nichtdominanten ethnischen Gruppen am Beispiel der Slowenen (gefördert durch das österreichische Bundesministerium für Wissenschaft und Forschung), Von 2004 bis 2007 erfolgte eine vergleichende qualitative Untersuchung zum Trauma des Faschismus und Nationalsozialismus in der Erinnerung der Nachkriegsgenerationen am Beispiel der Slowenen in Kärnten und in Friaul Julisch Venetien (gefördert durch die Slovenian Research Agency, ARRS), sowie 2008–2011 eines Projekts zur Konstituierung neuer nationaler und ethnischer Identitäten im Alpen-Adria-Raum unter besonderer Berücksichtigung der Grenzgebiete und der Stadt Triest sowie der „community-bildenden“ Aspekte der zeitgenössischen Medien (ebf. gefördert durch ARRS). Sie organisierte eine internationale wissenschaftliche Konferenz zum Thema Gedächtnis und Trauma, Konzentrationslager und Gulags in den Erinnerungen slowenischer Volksgruppenangehöriger im Alpen-Adria-Raum, die 2014 in Triest stattfand.
Durch die Themensetzung steht die Forschungsarbeit von Marija Jurić Pahor in einem engen Zusammenhang mit der zeithistorischen Forschung zu Krieg, Verfolgung und Widerstand sowie zur Minderheitenforschung; in hohem Ausmaß integriert die Autorin aber auch literarische Quellen und literaturgeschichtliche Arbeit in ihre Forschung zu Gedächtnis, Erinnerung und Transkulturalität. Sie schrieb Beiträge zur Erforschung der slowenischen historischen Avantgarde im Kontext von Krieg und Faschismus und untersuchte die Narrativität des Erinnerns im Rahmen des Autobiographiediskurses. Ihre eingehende Beschäftigung mit der slowenischen Erinnerungsliteratur im italienischen Küstenland und in Kärnten bildete eine wichtige Grundlage für die Monographie Das Gedächtnis des Krieges (2017, sln. Übersetzung 2019), in welcher anhand des jahrelangen Stellungskriegs am Isonzo und der aus ihm resultierenden Kriegstraumata erinnerungsliterarische Zeugnisse unterschiedlicher Provenienz in Bezug auf zeitgenössische Werke der slowenischen Literatur untersucht werden.

## Publikationen (Auswahl)

### Monographien
- Memorija vojne: soška fronta v spominski literaturi vojakov in civilistov. Hermagoras/Mohorjeva, Klagenfurt/Celovec 2019.
- Das Gedächtnis des Krieges: die Isonzofront in der Erinnerungsliteratur von Soldaten und Zivilisten. Klagenfurt/Celovec, Ljubljana/Laibach, Wien/Dunaj: Hermagoras/Mohorjeva 2017.
- Auf der Suche nach hybriden Lebensgeschichten: Theorie, Feldforschung, Praxis, (Hybride Welten, 3). Münster, New York, München, Berlin: Waxmann 2005. Hgg. mit Elka Tschernokoshewa.
- Narod, identiteta, spol, (Knjižna zbirka Smeri). Trieste/Trst: ZTT EST 2000.
- Zweisprachigkeit und Identität, (Disertacije in razprave, 16). Klagenfurt/Celovec: Drava 1988. Mit Klaus Börge Boeckmann, Karl Michael Brunner, Georg Gombos und Dietmar Larcher.
- O vaškem vsakdanu, (Disertacije in razprave, 7). Klagenfurt/Celovec: Drava 1984. Mit Franc Merkač.

### Wissenschaftliche Beiträge
- Slovenska zgodovinska avantgarda v kontekstu prve svetovne vojne, nacionalizmov in fašizma: primer Antona Podbevška. Primerjalna književnost 44/2 (2021), 173–192. PDF
- Border as method: impact of the Covid-19 pandemic on the border area between Italy and Slovenia and on the Slovene minority in Italy. Treatises and Documents, Journal of Ethnic Studies 85 (2020), 57–81. PDF (Memento vom 8. März 2023 im Internet Archive), doi:10.36144/RiG85.dec20.57-81.
- Transculturality. In: Young Yun Kim, Kelly McKay-Semmler (Hg.): The international encyclopedia of intercultural communication. Hoboken, USA: Wiley-Blackwell, 2017, 1952–1956. The Wiley-Blackwell - ICA international encyclopedias of communication. DOI:10.1002/9781118783665.ieicc0236.
- Der Jargon der Minoritäten: Gedanken zur hybridologischen Forschungsperspektive. In: Ines Keller, Fabian Jacobs (Hg.). Das Reine und das Vermischte – 15 Jahre danach: Festschrift für Elka Tschernokoshewa, (Hybride Welten, 8). Münster; New York: Waxmann. 2015, 305–317.
- Re-präsentationen von nationalen/ethnischen Minderheiten und Grenzen im Alpen-Adria Raum. In: Bettina Gruber, Werner Wintersteiner (Hg.): Learning peace - an integrative part of peace building: experiences from the Alps-Adriatic region. Klagenfurt/Celovec: Drava, 2014, 99–125. Yearbook peace culture, 2014.
- Wie man seine Sprache hassen lernt?: Überlegungen zu Martin Waldes Dekonstruktion des Sorbischseins. Lětopis: Zeitschrift für sorbische Sprache, Geschichte und Kultur, 58/1 (2011), 131–141.
- The Alps-Adriatic region: an exploration of ethnic-national diversity and cross-border dialogue. In: Sonja Novak-Lukanovič (Hg.): A shared vision: intercultural dialogue – a global paradigm to promote linguistic and cultural diversity. Ljubljana: Slovene National Commission for UNESCO: Institute for Ethnic Studies, 2010, 189–217.
- Hidden identities within national minority groups: the case of Slovenes in Carinthia and in the Province of Trieste. In: Christian Promitzer, Klaus-Jürgen Hermanik, Eduard Staudinger (Hg.): (Hidden) minorities: language and ethnic identity between Central Europe and the Balkans, (Studies on South East Europe, 5). Wien; Berlin: LIT, 2009, 35–58.
- Transkulturation und Hybridität im Spiegel der Migration: das Beispiel Triest. In: Gisella M. Vorderobermeier, Michaela Wolf (Hg.): „Meine Sprache grenzt mich ab …“: Transkulturalität und kulturelle Übersetzung im Kontext von Migration, (Repräsentation – Transformation, Translating across Cultures and Societies, Bd. 3). Wien; Berlin; Münster: LIT, 2008, 127–146.
- Triest. Stadt der Spiegel. Reflexionen über Nationalität, Interkulturalität, Geschlecht. In: Tina Bahovec (Hg.). Frauen.Männer: Universitäten, univerze, università Klagenfurt Koper Ljubljana Maribor Trieste Udine, (Alpen-Adria-Schriftenreihe der Universität Klagenfurt/Celovec). Klagenfurt/Celovec: Drava 2007, 163–185.
- The past that will not pass: trauma as a historical experience: the case of the Slovenes in Italy. In: Johannes-Dieter Steinert, Inge Weber-Newth, Inge (Hg.): Beyond camps and forced labour: current international research on survivors of Nazi persecution. Proceedings of the first international multidisciplinary conference, London, 29–31 January 2003. Osnabrück: Secolo Verlag 2005, 423–435.
- TRIEST-TRIESTE-TRST: debating identity, nationality and cultural polyphony. In: Anne-Lise Walssted, Peter Ludvigsen (Hg.): Migration, work and identity: a history of European people in museums: selected papers 2000-2003. Copenhagen: Arbejdermuseet - Worklab, 2003, 31–42.
- Zwischen „Wir“ und „Ihr“: Über die Unzulänglichkeit feststehender Identitätskonstruktionen: Gedanken zum postkolonialen Diskurs. In: Dietrich, Scholze (Hg.): Im Wettstreit der Werte: Sorbische Sprache, Kultur und Identität auf dem Weg ins 21. Jahrhundert, (Schriften des Sorbischen Instituts, 33). Bautzen/Budyšin: Domowina-Verlag 2003, 263–280.
- Mythos und Realität des nationalen Homogenitätsprinzips: das Beispiel Triest. In: Elka Tschernokoshewa, Dieter Kramer (Hg.): Der alltägliche Umgang mit Differenz: Bildung – Medien – Politik, (Hybride Welten, 2). Münster [etc.]: Waxmann 2001, 61–82.
- Zur Konstruktion des Geschlechterverhältnisse in nichtdominanten ethnischen Gruppen: Beispiel: Slowenen. In: Christa Höllhumer (Hg.): Nahe Fremde – fremde Nähe: Frauen forschen zu Ethnos, Kultur, Geschlecht, (Reihe Frauenforschung, Bd. 24). Wien: Wiener Frauenverlag 1993, 303–316.
- Die Kärntner im Spannungsfeld von Abgrenzung und Zusammengehörigkeit: Notizen zu nicht nur volksgruppenspezifischen Beziehungsmustern. In: Grete Anzengruber, Peter Malina (Hg.). Ein-Sichten und Vor-Bilder: Überlegungen, Materialen und Texte zur Identität Österreichs. Wien; München: Jugend & Volk 1992, 119–129. Schulheft, 66. PDF
- mit Susanne Dermutz: Mutter - Heimat - Gott: über geschlechtsspezifische Auswirkungen der Minderheitenpolitik auf Sloweninnen in Kärnten. In: Rainer Bauböck (Hg.) et al.: … Und raus bist du!: ethnische Minderheiten in der Politik, (Österreichische Texte zur Gesellschaftskritik, Bd. 37). Wien: Verlag für Gesellschaftskritik 1988, 295–308.
- mit Susanne Dermutz: Minderheiten-Frauen. In: Valentin Sima, Vladimir Wakounig, Peter Wieser, Peter: Slowenische Jahrbücher 1986-1988, (Reihe Slowenische Jahrbücher, Bd. 2.). Klagenfurt/Celovec: Drava 1988, 200–248.